# John Holmes (actor)
John Curtis Holmes (nascut Estes; 8 d'agost de 1944 - 13 de març de 1988), més conegut com a John C. Holmes o Johnny Wadd (després del personatge principal que va interpretar en una sèrie de pel·lícules relacionades), va ser un actor de cinema pornogràfic estatunidenc. Es troba entre els intèrprets de cinema per adults més prolífics, amb crèdits documentats d'almenys 573 pel·lícules.
Holmes era conegut sobretot pel seu penis excepcionalment gran, que va ser molt promocionat per la seva mida, rigidesa i la suposada resistència física. No obstant això, no s'ha confirmat mai cap mesura documentada de la longitud, la circumferència, la tumescència, la resistència sexual o el volum de l'ejaculació reals de Holmes.
Cap al final de la seva vida, Holmes va assolir notorietat per la seva reputada implicació en els assassinats de Wonderland de juliol de 1981 i, finalment, per la seva mort per complicacions causades per la sida el març de 1988. Va ser objecte de diversos llibres, un llarg assaig a Rolling Stone i dos llargmetratges documentals, i va ser la inspiració per a dues pel·lícules de Hollywood (Boogie Nights i Wonderland).

## Primers anys
John Holmes va néixer John Curtis Estes el 8 d'agost de 1944, a la petita ciutat rural d'Ashville, Ohio, a uns 18 kilòmetres al sud de Columbus. Era el més jove de quatre fills de Mary June (de soltera Barton) Holmes, de 26 anys, però el nom del seu pare, el treballador del ferrocarril Carl Estes, es va deixar en blanc al seu certificat de naixement. Mary s'havia casat amb Edgar Harvey Holmes, que era el pare dels seus tres fills grans: Dale, Edward i Anne. Ella i l'Edgar es van casar i es van divorciar tres vegades, tal com ho documenten els certificats de casament datats el 13 d'abril de 1936, el 13 d'agost de 1945 i el 12 de setembre de 1947. En el moment del seu primer matrimoni el 1936, Edgar tenia 35 anys i es va divorciar, mentre que Mary en tenia 17. After divorcing for the third and final time, Edgar and Mary each married one more time.
Mary va canviar el cognom de John d'Estes a Holmes quan era nen. El 1986, quan Holmes va sol·licitar un passaport per primera vegada per viatjar a Itàlia, la seva mare li va proporcionar la còpia manuscrita del seu certificat de naixement original, la qual cosa va portar a Holmes a saber que el seu pare biològic era Carl Estes.
Es deia que la mare d'Holmes era una devota baptista surenya i amb els seus fills assistia regularment a l'església a Millport, Ohio. En canvi, el seu padrastre Edgar era un alcohòlic que tornava a casa ebri, ensopegava per la casa i fins i tot vomitava als nens. Quan era nen, Holmes va gaudir d'un descans de la seva turbulenta vida familiar quan va visitar els seus avis materns, John W. i Bessie (née Gillenwater) Barton. Mary es va divorciar d'Edgar quan era petit i es va traslladar amb els seus fills a Columbus, on vivien en un projecte d'apartaments de baixos ingressos amb una amiga de Mary i els seus dos fills. Les dues dones treballaven com a empleades i cambreres per mantenir els seus fills.
Quan Holmes tenia 7 anys, la seva mare es va casar amb Harold Bowman el 31 de desembre de 1951. Poc després, Holmes i la seva família es van traslladar de Columbus i es van establir a la petita ciutat de Pataskala, a unes disset milles a l'est. Holmes recordava que Bowman va ser un bon pare fins que va néixer el seu germà petit David, moment en el qual, segons es diu, Bowman va perdre l'interès pels seus fillastres i va començar a descuidar-los.
Holmes va marxar de casa als 15 anys i es va allistar a l'Exèrcit dels Estats Units, amb el permís escrit de la seva mare. Va passar la major part dels tres anys del seu servei militar a Alemanya Occidental al Cos de senyals. Després de la seva llicència amb honor el 1963, Holmes es va traslladar a Los Angeles, Califòrnia, on va treballar en una varietat de feines, inclosa la venda de mercaderies porta a porta i la cura de les tines a una fàbrica Coffee Nips. Durant la seva etapa com a conductor d'ambulàncies, Holmes va conèixer una infermera anomenada Sharon Gebenini el desembre de 1964. Es van casar el 21 d'agost de 1965 a Fort Ord (Califòrnia), quan Holmes va fer 21 anys.
L'abril de 1965, Holmes va trobar feina com a conductor de carretons elevadors en un magatzem d'envasat de carn a prop de Cudahy. No obstant això, l'exposició repetida a l'aire congelat del gran congelador després d'haver estat a l'aire lliure inhalant l'aire calent del desert li va causar greus problemes de salut, que van provocar un pneumotòrax del seu pulmó dret en tres ocasions durant els dos anys que hi va treballar. Sharon també va tenir problemes de salut, ja que durant els primers disset mesos del seu matrimoni amb Holmes, va avortar tres vegades.

## Carrera

### Carrera cinematogràfica
| «                                                                                | John Holmes va ser per a la indústria del cinema per a adults el que Elvis Presley va ser per al rock 'n' roll. Simplement era el rei. | » |
| — Cinematògraf Bob Vosse al documental Wadd: The Life & Times of John C. Holmes. | |   |

El 1971, la carrera d'Holmes va començar a enlairar amb una sèrie de pel·lícules per adults construïdes al voltant d'un investigador privat anomenat Johnny Wadd, escrites i dirigides per Bob Chinn. L'èxit de la pel·lícula Johnny Wadd va crear una demanda immediata de seguiments, de manera que Chinn va seguir el mateix any amb Flesh of the Lotus. La majoria de les pel·lícules posteriors de Johnny Wadd van ser escrites i dirigides per Chinn i produït per la companyia de Los Angeles Freeway Films.
Amb l'èxit de Deep Throat (1972), Behind the Green Door (1972) i The Devil in Miss Jones (1973), el porno es va convertir en elegant tot i que la seva legalitat encara era molt disputada. Holmes va ser arrestat durant aquest temps per proxenetisme i prostitució, però va evitar anar a presó en convertir-se, suposadament, en un informador del Departament de Policia de Los Angeles (LAPD). El "manejador" d'Holmes durant el seu temps com a informador va ser el vicedetective de LAPD Thomas Blake. Sobre la seva implicació amb Holmes, Blake va dir: "Va ser un plaer treballar per ell".
A finals de la dècada de 1970, Holmes tenia fama de guanyar fins a 3.000 dòlars al dia com a intèrpret porno. En aquesta època, el seu consum de cocaïna i freebasing s'estaven convertint en un problema cada cop més greu. Professionalment, va afectar la seva capacitat per mantenir una erecció, com es desprèn de la seva actuació flàcida a Insatiable (1980). Per mantenir-se i mantenir la seva addicció a les drogues, Holmes es va aventurar en el crim, venent drogues per a bandes, prostituint-se amb homes i dones, a més de cometre frau amb targeta de crèdit i diversos actes de petits robatoris. L'any 1976, Holmes va conèixer a Dawn Schiller, de 15 anys, a qui va preparar i va abusar. Després que es va desesperar per diners, Holmes va obligar Schiller a prostituir-se i sovint la va colpejar, cosa que va fer almenys una vegada en públic.

## Nombre i gènere de parelles
Al llargmetratge documental biogràfic de 1981 Exhausted: John C. Holmes, The Real Story, de la directora i confident de Holmes Julia St. Vincent, Holmes va afirmar durant un segment d'entrevista que havia tingut relacions amb 14.000 dones. El número havia estat inventat per Holmes per ajudar a salvar la seva imatge en declivi. El nombre real de dones (i homes) amb qui Holmes va tenir relacions sexuals durant la seva carrera mai se sabria. Després de la seva mort, la seva exdona Sharon va afirmar haver-se trobat amb un footlocker, xapat amb fulla d'or de 24k, que contenia referències fotogràfiques al "treball privat" de Holmes i que ella va cremar. > Les actuacions de Holmes incloïen almenys un llargmetratge homosexual, The Private Pleasures of John C. Holmes, un grapat de bucles on mantenia sexe anal amb homes.

### Drogues i els assassinats del país de Wonderland
A finals de 1980, un amic comú va presentar Holmes a Chris Coxx, propietari de la discoteca Odyssey. Al seu torn, Coxx va presentar Holmes a Eddie Nash, un traficant de drogues que posseïa diverses discoteques, inclosa la Starwood a West Hollywood. Al mateix temps, Holmes estava estretament associat amb la banda Wonderland, un grup de traficants de cocaïna addictes a l'heroïna, anomenat així per la casa adossada situada a Wonderland Avenue al barri de Laurel Canyon de Los Angeles, fora del qual operaven. Holmes venia sovint drogues per la banda. Els membres de la banda eren Ronnie Lee Launius, David Clay Lind, Joy Gold Miller, Billy DeVerell i el seu home al volant, Tracy McCourt.
Després d'utilitzar més de la seva part de les drogues de la banda Wonderland, Holmes es va trobar treballant per a ells. El juny de 1981, Holmes va informar a Launius i Lind sobre una gran quantitat de drogues, diners i joies que Nash tenia a casa seva. Holmes va ajudar a muntar un robatori a mà armada amb violació de domicili comès el matí del 29 de juny de 1981. Encara que Holmes no va estar present durant el robatori, Nash aparentment sospitava que hi havia participat. Després d'obligar a Holmes a confessar la seva participació i amenaçar la seva vida i la de la seva família, Nash va enviar sicaris, acompanyats d'Holmes, per venjar-se de la banda Wonderland.
A les primeres hores de l'1 de juliol de 1981, quatre dels membres de la banda van ser trobats assassinats i un cinquè colpejat durament a la seva casa. Suposadament, Holmes va estar present durant els assassinats i va deixar una empremta de la palma esquerra (no "sagnant", com van informar erròniament els mitjans de comunicació de Los Angeles que cobrien la història) sobre el moble d'una víctima, però no és clar si va participar en els assassinats. Holmes va ser interrogat però va ser alliberat per manca de proves; es va negar a col·laborar amb la investigació. Després de passar gairebé cinc mesos fugint amb Schiller, Holmes va ser arrestat a Florida el 4 de desembre de 1981 pels antics detectius d'homicidis de LAPD Frank Tomlinson i Tom Lange (que més tard es va fer famosos per la seva participació en el cas d'O. J Simpson). Holmes va ser extradit a Los Angeles, i el març de 1982 va ser acusat d'haver comès personalment els quatre assassinats. Després d'un judici de tres setmanes, Holmes va ser absolt de tots els càrrecs, excepte de cometre desacatament al tribunal el 26 de juny de 1982. El judici per assassinat va ser una fita en la història del procediment judicial estatunidenc, ja que va ser el primer en què es va introduir una cinta de vídeo com a prova.

## Vida posterior i mort
Després del seu alliberament de la presó del comtat de Los Angeles per desacatament a la cort el novembre de 1982, Holmes va reprendre ràpidament la seva carrera cinematogràfica amb una nova generació d'estrelles porno. La seva addicció a les drogues va continuar de tant en tant, i tot i que la feina encara era abundant, ja no era tan lucrativa com ho havia estat amb l'arribada de cintes de vídeo barates que saturaven el mercat porno. La majoria de les pel·lícules i vídeos per adults que va fer durant la dècada de 1980 eren poc més que cameos.
El febrer de 1986, cinc o sis mesos després de donar negatiu a la prova, Holmes va ser diagnosticat com a seropositiu. Segons la seva segona esposa Laurie Holmes, va afirmar que mai va utilitzar agulles hipodèrmiques i que les tenia una por de mort. Gebenini i l'amic/antic col·lega Bill Amerson van confirmar per separat més tard que Holmes no podria haver contret el VIH pel consum de drogues per via intravenosa perquè mai va utilitzar agulles.
Durant l'estiu de 1986, a Holmes se li va oferir un contracte lucratiu de Paradise Visuals, que no sabia que era seropositiu, per viatjar a Itàlia per filmar les que serien les seves dues últimes pel·lícules pornogràfiques. La penúltima pel·lícula de Holmes va ser The Rise of the Roman Empress (estrenada originalment a Itàlia com a Carne bollente) per al director Riccardo Schicchi. La pel·lícula fou protagonitzada per Holmes, la posterior diputada al Parlament italià Ilona "Cicciolina" Staller, Tracey Adams, Christoph Clark i Amber Lynn. La seva última pel·lícula va ser The Devil In Mr. Holmes, protagonitzada per Adams, Lynn, Karin Schubert, i Marina Hedman. Aquestes últimes pel·lícules van crear furor quan més tard es va revelar que Holmes havia decidit conscientment no revelar que era seropositiu als seus companys de protagonisme abans de tenir relacions sexuals sense protecció per a la producció. Com que no volia revelar la veritable naturalesa de la seva mala salut, Holmes va dir a la premsa que patia càncer de còlon.
Holmes es va casar amb Laurie Rose el 23 de gener de 1987, a Las Vegas, Nevada, després de confiar-li que tenia SIDA. Durant els últims cinc mesos de la seva vida, va romandre a l'Hospital de veterans al Sepulveda Boulevard a Los Angeles. El 13 de març de 1988, als 43 anys, Holmes va morir per complicacions relacionades amb la sida, que segons el seu certificat de defunció, van ser descrites com a aturada cardiorespiratòria i encefalitis a causa de la SIDA, associada amb limfadenopatia i candidiasi esofàgica. El seu cos va ser incinerat, i la seva vídua Laurie i la seva mare Mary van escampar les seves cendres al mar davant de la costa d'Oxnard (Califòrnia).

## Vida personal

### Altres significatius
- El 22 d'agost de 1965, Holmes es va casar amb una jove infermera anomenada Sharon Ann Gebenini a Fort Ord, Califòrnia.[8] El seu divorci es va finalitzar el 19 d'octubre de 1984.[28] She died on October 28, 2012.[29]
- El 1975, Holmes va conèixer Julia St. Vincent al plató de la seva pel·lícula, Liquid Lips, que estava sent produïda pel seu oncle Armand Atamian. Holmes i Sant Vicent van ser íntims fins als assassinats Wonderland el 1981. Sant Vicent va produir la pel·lícula biogràfica ersatz de la vida d'Holmes, Exhausted (1981).[30]
- L'any 1976, Holmes va conèixer i assetjar, Dawn Schiller, de 15 anys.[31] Després de caure en un sever abús de drogues, va colpejar i prostituir Schiller, qui, mentre estaven a Florida fugint de les forces de l'ordre després dels assassinats de Wonderland, es va alliberar i el seu germà Wayne la va convèncer per lliurar Holmes a les autoritats. A les seves memòries, The Road Through Wonderland: Surviving John Holmes (2009), Schiller també va descriure les observacions d'ella i de la seva germana Terry que Holmes era un voyeur que mirava per les finestres dels seus bungalows a Glendale (Califòrnia), així com finestres d'hotels desconeguts als Biltmore a Palm Springs.[32]
- El 1982 Holmes va conèixer la seva segona esposa Laurie Rose; es van casar el gener de 1987,[33] que va convertir Holmes en padrastre del fill petit de Rose.[34]

### Obra solidària
Malgrat la notorietat i la infàmia de Holmes, va dedicar molt temps a organitzacions benèfiques relacionades amb el medi ambient. Va estar involucrat amb Greenpeace ase sabia que feia campanya i recol·lectava porta a porta per a organitzacions benèfiques com ara Salvem les balenes i Salvem les Foques.

### Aficions
A Holmes li agradava l'escultura d'argila, la fusteria i les activitats a l'aire lliure com ara visitar platges, acampar, pescar i fer senderisme.

## Mida del penis
L'actiu característic d'Holmes en el negoci del cinema per adults va ser el seu penis excepcionalment gran. No existeix cap mesura definitiva o documentació que verifiqui la longitud o la circumferència del seu penis, la qual cosa deixa la seva mida exacta desconeguda. Holmes era incircumcis.
| «                                                                               | "Quan una actriu va fer la seva primera escena amb John Holmes, aquest va ser el moment en què saber si més gran era millor o no. No hi havia cap altra prova." | » |
| — Actor Richard Pacheco al documental Wadd: The Life & Times of John C. Holmes. | |   |

La veterana actriu porno Dorothiea "Seka" Patton ha dit que el penis de Holmes era el més gran de la indústria. A la pel·lícula documental Exhausted, va descriure el sexe oral amb Holmes com semblant a la fel·lació un pal de telèfon. La primera dona d'Holmes va recordar que afirmava que media 25,4 cms quan es va mesurar per primera vegada. En una altra ocasió, Holmes va afirmar que el seu penis media 40,6 cms de llarg i 33 cm en circumferència. Amic i soci de la indústria de molts anys d'Holmes, Bill Amerson, va dir: "Vaig veure en John mesurar-se diverses vegades; era de tretze polzades i mitja [34,3 cm]." En canvi, els estudis mèdics sobre la mida del penis humà han trobat constantment ereccions mitjanes entre unes cinc i sis polzades, amb menys del 0,2% dels penis 24 cms o més.
| « | "Estem parlant d'una polla des del meu colze cap avall" (fent un gest al seu braç estès) | » |
| — L'historiador de la indústria per adults Bill Margold al documental Wadd: The Life & Times of John C. Holmes. |                                                                                          |   |

Tan celebrada va ser la mida del penis de Holmes que es va utilitzar com a eina de promoció de pel·lícules en què ni tan sols apareixia. La pel·lícula Anyone But My Husband va publicar un lema promocional de "Tony 'The Hook' Perez té una polla tan gran que li dona a John Holmes una carrera pels seus diners." En el moment àlgid de la seva carrera, Holmes va afirmar que Lloyd's de Londres li havia assegurat el penis per USD14 milions. Holmes es va delectar en afirmar que estava assegurat "per 1 milió de dòlars per polzada".
| « | "Pensar que va caminar entre nosaltres amb aquella eina massiva, com un dinosaure amb aquell cop, cop, cop! Però no eren els seus peus colpejant el terra. Eren les seves boles colpejant el terra, era la seva CIGALA colpejant el terra!" | » |
| — L'editor i comentarista de la indústria per a adults Al Goldstein al documental Wadd: The Life & Times of John C. Holmes. | |   |

Una altra controvèrsia va ser sobre si Holmes va aconseguir una erecció completa, encara que gran part dels seus primers treballs van revelar clarament que va poder aconseguir una erecció substancial. Una broma popular a la indústria del porno dels anys setanta sostenia que Holmes era incapaç d'aconseguir una erecció completa perquè el flux de sang del seu cap al penis li provocaria un desmai. La seva companya actriu de cinema Annette Haven va declarar que el seu penis mai va ser especialment dur durant les relacions sexuals, i ho va comparar amb "fer-ho amb una mena de luffa gran i suau".
| «                                                                                  | Plantilla:" 'Com n'és de gran?' Els meus fans cridaven: 'Més gran que un telèfon públic, més petit que un Cadillac' va ser la meva resposta." | » |
| — L'actor John C. Holmes a la seva autobiografia publicada pòstumament, Porn King. | |   |

Després de la mort d'Holmes, la longitud del seu penis es va continuar utilitzant per comercialitzar material relacionat amb Holmes. Per exemple, a l'estrena de la pel·lícula Wonderland (2003), els mecenes van rebre regles de 13 polzades i mitja com a regal. When Los Angeles-based S&M Bikes debuted its first extra-long bicycle frame for BMX racing in 1989, the new model was dubbed the "Holmes" as a tribute to the actor.

## Activitats i esforços empresarials
El 1979, juntament amb el seu germà petit David Bowman, Holmes va obrir una botiga de serralleria a Los Angeles gestionada per Bowman i una botiga de béns usats annexa anomenada The Just Looking Emporium, anomenada per Gebinini i gestionada per Schiller. Tanmateix, a causa de l'augment de l'addicció a les drogues d'Holmes, que el va distreure de la compra d'inventari per a l'Emporium i va desviar el seu capital de treball, l'Emporium va "tancar les portes per sempre a finals de setembre de 1980". Segons Schiller, "David [mantenia] la seva part del negoci oberta mentre John va eliminar el nostre inventari i [ho va vendre] tot per coca."
Més tard, després de l'absolució de Holmes, ell i Amerson van fundar i operar Penguin Productions, on Holmes podria escriure, dirigir i interpretar. Holmes va aparèixer en set de les vint produccions de Penguin entre 1985 i 1988. Després de sol·licitar permís per utilitzar el nom "Johnny Wadd" al seu antic director i amic Bob Chinn, Holmes va tornar a interpretar el paper per "Penguin's" a The Return of Johnny Wadd (1986) una de les seves últimes pel·lícules.

## Mitologia de Holmes
La carrera d'Holmes es va promoure amb una sèrie d'afirmacions escandaloses que va fer al llarg dels anys (moltes inventades a l'impuls del mateix Holmes). Entr les més dubtoses hi ha:
- El penis d'Holmes era tan gran que va haver de deixar de portar roba interior perquè: "Estava tenint ereccions i trencava la cinta elàstica quatre o cinc vegades al mes".[52]
- Holmes tenia llicenciatures en teràpia física, medicina i ciència política per la UCLA.[53] Era a un fet que Holmes va abandonar l'escola secundària que no va tornar mai a l'escola i, segons Bill Amerson, "el més a prop que va estar John de l'UCLA va ser irrompre en cotxes a l'aparcament de l'escola".[6]
- Holmes i Ken Osmond, qui interpretava Eddie Haskell a la sèrie de televisió Leave It to Beaver, eren la mateixa persona. En realitat, els dos homes simplement tenien una certa semblança.[54]
- Durant el rodatge d'un llargmetratge gai, Holmes va matar sense voler dos intèrprets masculins i va ser jutjat per homicidi involuntari. El jutge del cas va condemnar Holmes a abstenir-se de fer sexe anal en cap pel·lícula futura. Tanmateix, això és una llegenda urbana.[55]

## Filmografia
Produccions a la sèrie Johnny Wadd:
- Johnny Wadd (1971)
- Flesh of the Lotus (1971, acreditat com a John Duval)
- The Blonde in Black Lace (1972, acreditat com John Duval)
- Tropic of Passion (1973)
- The Danish Connection (1974)
- Around the World with Johnny Wadd (1975)
- Here Comes Johnny Wadd (1975)
- Liquid Lips (1976)
- Tell Them Johnny Wadd is Here (1976)
- Tapestry of Passion (1976)
- The Jade Pussycat (1977)
- The China Cat (1978)
- Blonde Fire (1978)
- The Return of Johnny Wadd (1986)

Altres actuacions destacades:
- Zodiac Rapist (1971)
- Confessions of a Teenage Peanut Butter Freak (1975)
- Cream Rinse (1976)
- Dracula Sucks (1978)
- California Gigolo (1979)
- Insatiable (1980)
- Prisoner of Paradise (1980)
- Up n Coming (1983)
- The Private Pleasures of John C. Holmes (1983)
- Young & Hung (1985)
- The Good, the Bad, and the Horny (1985)
- Looking for Mr. Goodsex (1985)
- Puss O Rama (1986)
- Saturday Night Beaver (1986)

## Biografies

### Impreses
- Holmes, John C.. Porn King: Autobiography of John C. Holmes, 1998. (out of print)
  - Holmes, John C.; Holmes, Laurie. Porn King: Autobiography of John C. Holmes. Revised with added material and photos.  Bear Manor Media, 2012. ISBN 978-1-59393-685-3.
- Sager, Mike «The Devil and John Holmes». Rolling Stone, 15-06-1989. Arxivat 2015-09-17 a Wayback Machine.; reprinted in Scary Monsters and Super Freaks (2004).[56]
- Sugar, Jennifer; Nelson, Jill C. John Holmes, A Life Measured in Inches.  BearManor Media, 2008. ISBN 978-1-59393-302-9.; updated 2nd edition (2011; ISBN 978-1-59393-674-7)

### Documentals
- Exhausted: John C. Holmes, the Real Story (1981)[57]
- Wadd: The Life and Times of John C. Holmes (1999)[58][59]
- XXXL: The John Holmes Story (2000; also known as The Real Dirk Diggler: The John Holmes Story)[60]
- John Holmes: The Man, the Myth, the Legend (2004)[61]